# Liste der Einträge im National Register of Historic Places im Hot Spring County
Die Liste der Registered Historic Places im Hot Spring County führt alle Bauwerke und historischen Stätten im Hot Spring County in Arkansas auf, die in das National Register of Historic Places aufgenommen wurden.

## Aktuelle Einträge
| Lfd. Nr. | Name                                      | Bild | Datum der Eintragung | Adresse/Lage                                               | Ort             | ID-Nr.   | Beschreibung |
| -------- | ----------------------------------------- | ---- | -------------------- | ---------------------------------------------------------- | --------------- | -------- | ------------ |
| 1        | Alderson-Coston House                     |      | 26. Mai 1995         | 204 Pine Bluff St.                                         | Malvern         | 95000657 |              |
| 2        | Bank of Malvern                           |      | 13. März 1987        | 212 S. Main St.                                            | Malvern         | 87000425 |              |
| 3        | Bethel African Methodist Episcopal Church |      | 26. Mai 2004         | 519 W. Page St.                                            | Malvern         | 04000496 |              |
| 4        | Blakely House                             |      | 3. Mai 1976          | westlich von Social Hill an der AR 84                      | Social Hill     | 76002142 |              |
| 5        | Cabin No. 1                               |      | 20. Apr. 1995        | Lake Catherine State Park                                  | Shorewood Hills | 95000455 |              |
| 6        | Clark House                               |      | 22. Dez. 1982        | 1324 S. Main St.                                           | Malvern         | 82000828 |              |
| 7        | Couchwood Historic District               |      | 17. Mai 2001         | 601 Couchwood Rd.                                          | Hot Springs     | 01000487 |              |
| 8        | Gatewood House                            |      | 24. Juli 1992        | 235 Pine Bluff St.                                         | Malvern         | 92000928 |              |
| 9        | Hodges House                              |      | 2. Juni 1995         | AR 7                                                       | Bismarck        | 95000683 |              |
| 10       | Hot Spring County Courthouse              |      | 7. Nov. 1996         | 210 Locust St.                                             | Malvern         | 96001271 |              |
| 11       | Hot Springs Railroad Roundhouse           |      | 29. Mai 2003         | 132 Front St.                                              | Malvern         | 03000462 |              |
| 12       | Jones Mill Site (3HS28)                   |      | 12. Sep. 1988        | Adresse Verschlusssache                                    | Jones Mill      | 87001385 |              |
| 13       | Lake Catherine Quarry                     |      | 11. Sep. 1975        | Adresse Verschlusssache                                    | Malvern         | 75000388 |              |
| 14       | Lake Catherine State Park-Bridge No. 2    |      | 28. Mai 1992         | AR 171 westlich von Slunger Cr., Lake Catherine State Park | Shorewood Hills | 92000528 |              |
| 15       | Lake Catherine State Park-Cabin No. 2     |      | 28. Mai 1992         | Lake Catherine State Park                                  | Shorewood Hills | 92000526 |              |
| 16       | Lake Catherine State Park-Cabin No. 3     |      | 28. Mai 1992         | Lake Catherine State Park                                  | Shorewood Hills | 92000527 |              |
| 17       | Lake Catherine State Park-Nature Cabin    |      | 28. Mai 1992         | Lake Catherine State Park                                  | Shorewood Hills | 92000535 |              |
| 18       | Malvern Rosenwald School                  |      | 28. Sep. 2005        | 836 Acme St.                                               | Malvern         | 05001075 |              |
| 19       | Missouri-Pacific Railroad Depot-Malvern   |      | 11. Juni 1992        | First St.                                                  | Malvern         | 92000615 |              |
| 20       | Morrison Plantation Smokehouse            |      | 28. Dez. 1977        | abseits der Interstate 30                                  | Saginaw         | 77000254 |              |
| 21       | Pine Bluff Street Historic District       |      | 16. Feb. 1999        | Pine Bluff St., zwischen Bois D’Arc und McNeal St.         | Malvern         | 99000154 |              |
| 22       | Remmel Dam                                |      | 4. Sep. 1992         | Remmel Dam Rd.                                             | Jones Mill      | 92001084 |              |
| 23       | Rockport Cemetery                         |      | 28. Jan. 2002        | US 270                                                     | Rockport        | 01001527 |              |
| 24       | Strauss House                             |      | 22. Dez. 1982        | 528 E. Page St.                                            | Malvern         | 82000830 |              |